# Tabatière anatomique
Pour les articles homonymes, voir tabatière.

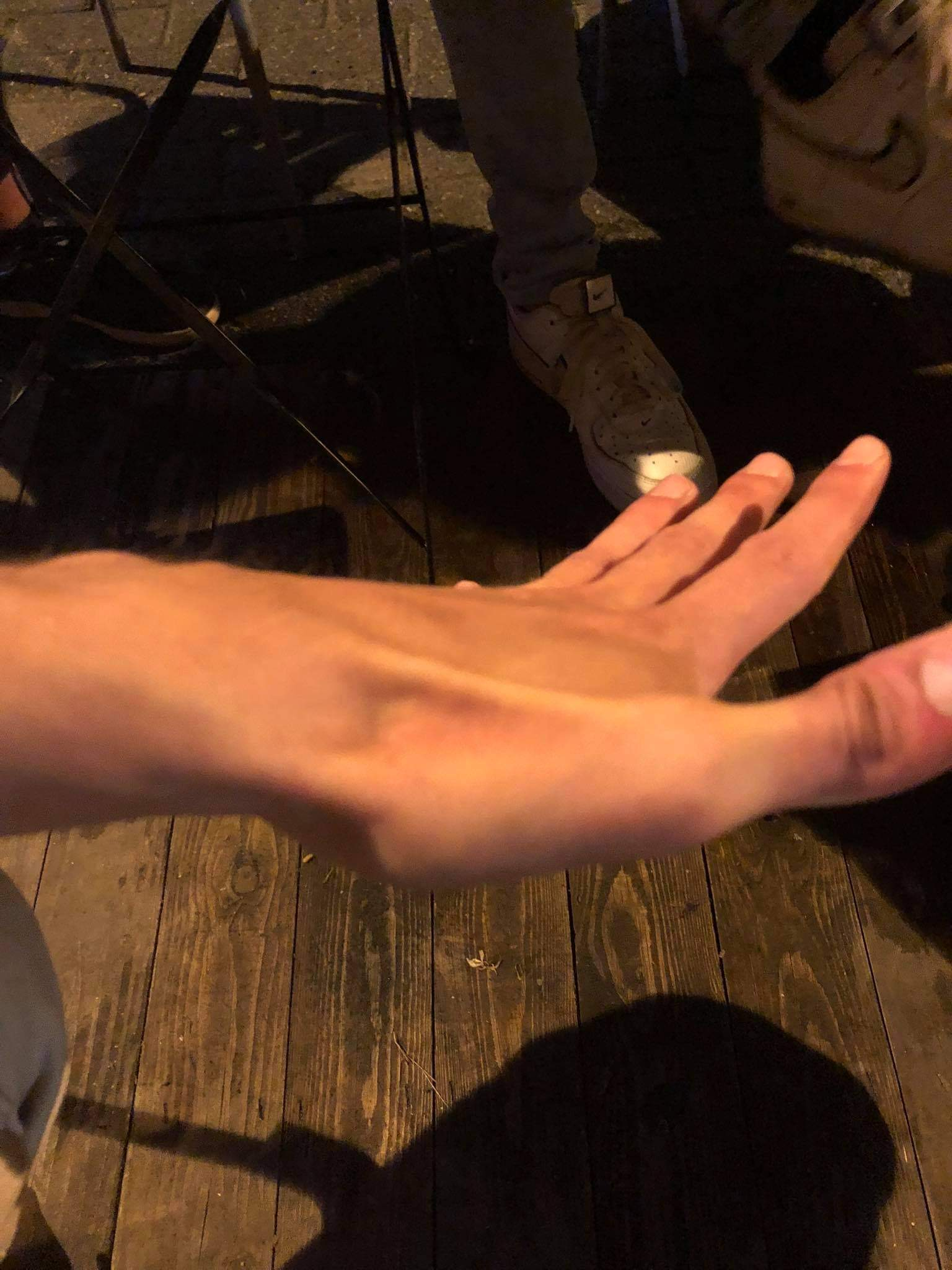

La tabatière anatomique définit en anatomie de surface une dépression triangulaire au niveau du poignet. Le nom provient du fait que l'on y déposait le tabac à priser. La tabatière anatomique est située à la racine du pouce au niveau du poignet juste en distalité de la styloïde radiale. Elle est mieux observable lorsque le pouce est en abduction. Elle est donc située sur la face latérale de la main (lorsque le bras se trouve dans la position anatomique de référence, soit en supination).

## Repères anatomiques
La tabatière anatomique est délimitée en latéralement par les tendons du court extenseur du pouce et du long abducteur du pouce, et en médialement par le tendon du long extenseur du pouce, ces muscles faisant partie de la structure sus-citée. Elle est traversée par l'artère radiale en profondeur des tendons.
Les os palpables sont le processus styloïde du radius, le scaphoïde et le trapèze. On y sent également battre l'artère radiale, une des deux artères de la main. Les tendons des muscles long extenseur radial du carpe (ou premier radial) et court extenseur radial du carpe (ou deuxième radial) y passent également.

## Aspect clinique

### Fracture du scaphoïde
La tabatière anatomique permet l'examen clinique de l'os scaphoïde, situé au fond de cette cupule. Une douleur provoquée par une légère pression peut permettre d'évoquer une fracture du scaphoïde.

### Fistule de la tabatière anatomique
Parmi les différentes variétés de fistule artério-veineuses thérapeutiques utilisées pour l'hémodialyse chronique, on peut trouver des fistules radiocéphaliques de la tabatière anatomiques, anastomose entre l'artère radiale en arrière et la veine céphalique du pouce en avant, permettant d'alimenter la veine céphalique de l'avant bras comme la classique fistule de Brescia et Cimino (1). Cette fistule a été décrite pour la première fois en 1969, par une équipe lyonnaise (2).